# Campoletis melanomera
Campoletis melanomera är en stekelart som först beskrevs av Henry Lorenz Viereck 1925.  Campoletis melanomera ingår i släktet Campoletis och familjen brokparasitsteklar. Inga underarter finns listade.